# Francesco Biondo Dalla Casapiccola
Francesco Biondo Dalla Casapiccola (Charleroi, 1º marzo 1963) è un architetto e scenografo italiano, discendente dello storico e umanista del Rinascimento Flavio Biondo.

## Biografia
Si laurea a Roma nel 1990. Dopo un periodo di lavoro negli Stati Uniti, torna a Roma e inizia a collaborare con alcune società di produzione italiane, come la Publispei al Festival di Sanremo o la Leader Cinematografica che produce serie TV per la RAI.
Per TMC Monte Carlo crea le scenografie di numerosi programmi fra i quali Corpo a Corpo, condotto da Alba Parietti, Se io fossi Sherlock Holmes, Il Grande Gioco del Mercante in Fiera e Sette per uno, con Jocelyn. 
Sempre con Jocelyn in veste di regista, nel 1999 e nel 2000 disegna le scene di Sette per uno.
Dal 2000, in collaborazione con la collega Francesca Romana Salvi, firma le scene di altri programmi trasmessi dalla RAI, come Quiz Show condotto da Amadeus, Top of the Pops, Ritorno al presente o Circo Massimo Show, nel 2008 e nel 2009.
Fin dalla seconda metà degli anni '90 realizza anche le scenografie di opere teatrali e di concerti musicali, fra le quali quelle per Pia come la canto io di Gianna Nannini, per il Capo Horn Tour di Jovanotti, per l'Infinito Tour dei Litfiba, per il Tour blu di Claudio Baglioni e per il Live 8 Roma.

## Carriera (parziale)

### Televisione
Per TMC Monte Carlo
Per TMC Monte Carlo ha lavorato dal 1992 con il programma Oscar Junior, fino al 1996 con il programma Zap Zap.
- 1992/1993: Corpo a Corpo
- 1993: Turno di Notte e Rock Notes
- 1996: Il Grande Gioco del Mercante in Fiera e Se io fossi Sherlock Holmes

Per la RAI e LA7
Per la RAI ha iniziato a lavorare nel 1993, con il programma Moscacieca, ma già dal 1992 Francesco Biondo aveva curato i vari programmi dedicati al Festival di Sanremo. Inoltre ha curato le scenografie degli anni 2007, 2008, 2009 del Circo Massimo Show, in onda su Rai 3
- 1999/2000, Sette per uno, per Raiuno
- 2000, Giorno dopo Giorno, per Raitre
- 2001/2011: Top of the Pops e Quiz Show
- 2001/02, TG LA7, per LA7
- 2005, Ritorno al Presente, per Raiuno

Per Sky (televisione)
- 2012, The Apprentice (Italia), per Cielo (rete televisiva)

### Concerti
- Concerto in Piazza San Croce, di Biagio Antonacci (1995)
- Concerto in Campo de' Fiori, di Paola Turci (1995)
- Pino Daniele Tour (1997), di Pino Daniele
- Tour Rosso (1996, Da me a te (1998) e Tour Blu (1999), di Claudio Baglioni
- Infinito Tour, del gruppo Litfiba (1999)
- In Due, di Nek (1999)
- Capo Horn Tour, di Jovanotti (1999)
- Gigi Proietti Show, di Gigi Proietti (2007)[5]
- Pia come la canto io, di Gianna Nannini (2008)